# 角田涼太朗
角田涼太朗（日语：角田 涼太朗；1999年6月27日—），日本足球運動員，司職中後衛，現時被英冠球隊卡迪夫城外借至比利時職業聯賽球隊哥積克。

## 國家隊生涯
角田凉太朗入选国家队，将随国家队出战对阵乌拉圭和哥伦比亚的麒麟挑战杯。

## 外部連結
- 角田涼太朗的Instagram帳戶
- 角田涼太朗的X（前Twitter）